# Monthureux-le-Sec
Monthureux-le-Sec is een gemeente in het Franse departement Vosges (regio Grand Est) en telt 168 inwoners (1999). De plaats maakt deel uit van het arrondissement Neufchâteau.

## Geografie
De oppervlakte van Monthureux-le-Sec bedraagt 11,1 km², de bevolkingsdichtheid is 15,1 inwoners per km².
De onderstaande kaart toont de ligging van Monthureux-le-Sec met de belangrijkste infrastructuur en aangrenzende gemeenten.

## Demografie
Onderstaande figuur toont het verloop van het inwonertal (bron: INSEE-tellingen).